# Stefanus (martelaar)
Stefanus (Grieks: Στέφανος, Stephanos, † Jeruzalem, ± 35) geldt als de eerste martelaar van het christendom. In de Rooms-Katholieke Kerk, Oosters-orthodoxe kerken, Anglicaanse Gemeenschap, Oud-Katholieke Kerk en Evangelisch-Lutherse Kerk wordt Stefanus als heilige vereerd.
Varianten van zijn naam zijn in het Nederlands ook wel Steven, Stefan, en Stephan, in het Frans Estienne en Étienne, in het Spaans Esteban.

## Nieuwe Testament
Volgens Handelingen 6:1-6 in het Nieuwe Testament was er in de vroege kerk een conflict tussen Griekstalige en Arameessprekende christenen over hulp aan weduwen, zodat de apostelen zeven wijze mannen aanwezen om hiervoor zorg te dragen. De apostelen konden zich hierdoor concentreren op "gebed en de verkondiging van het woord van God". Stefanus, "een diepgelovig man" was een van deze zeven diakens.
Stefanus verrichtte "grote wonderen en tekenen onder het volk". Op enig moment werd hij voor het sanhedrin geroepen, omdat hij zich "tegen de tempel en de wet" zou keren. Na zijn repliek werd hij gestenigd (Handelingen 6:8 - 7:60). Saulus, de latere apostel Paulus, kreeg de mantels in bewaring van degenen die Stefanus stenigden en stemde met zijn executie in (Handelingen 7:58; 8:1; 22:20).

## Traditie
Volgens een legende werd zijn stoffelijk overschot in 415 ontdekt in Jeruzalem. Het werd, met een tussenstop in Constantinopel, overgebracht naar het Vaticaan in Rome. De overblijfselen werden daar bijgezet in het graf van Laurentius van Rome.

## Uitbeelding van Sint-Stefanus
Stefanus wordt over het algemeen afgebeeld in de kledij van de diaken, de dalmatiek, vaak als jongeman zonder baard en met vriendelijke gelaatstrekken. Als attribuut draagt hij stenen op zijn hoofd, in zijn handen of op zijn schouders, al dan niet bebloed.

## Feestdag
Historisch werd zijn feestdag op 3 augustus gevierd, waarop men de vinding van zijn lichaam tijdens de regeerperiode van Keizer Honorius herdacht. 26 december is de naamdag van Sint-Stefanus.
In Limburg wordt dan volgens traditie de stevensman gegeten. Dit is een brood gemaakt van fijn meel en rozijnen en krenten. Het heeft de vorm van een bisschop en de stevensman heeft een witte, stenen pijp in zijn mond.

## Sint-Stefanuskerk
- Sint-Stefanuskerk, doorverwijspagina

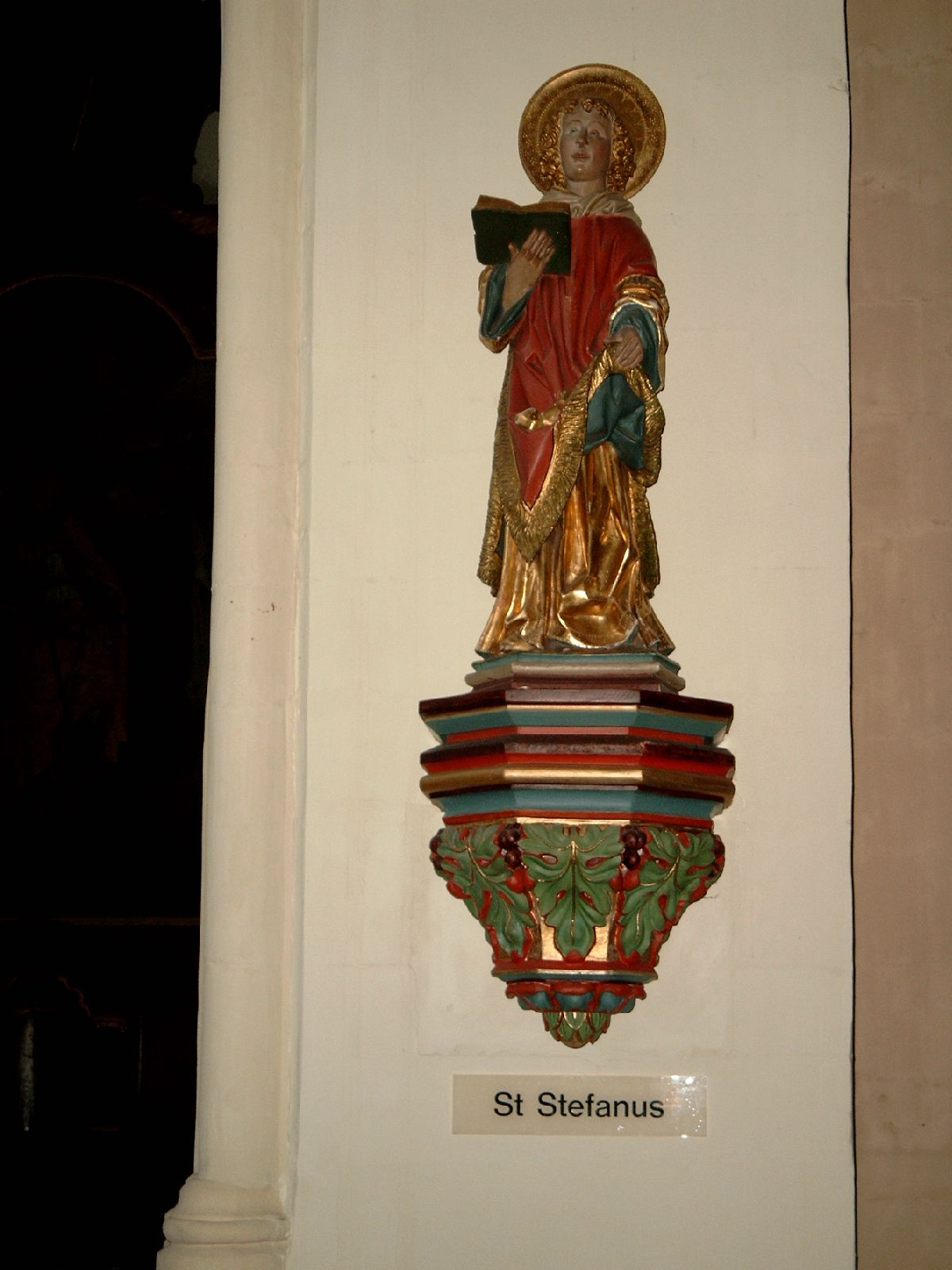
Beeld van Sint-Stefanus in de Sint-Quintinuskathedraal te Hasselt